# Еучиніко-Крік 17
Еучиніко-Крік 17 (англ. Euchinico Creek 17) — індіанська резервація в Канаді, у провінції Британська Колумбія, у межах регіонального округу Карібу.

## Населення
За даними перепису 2016 року, індіанська резервація не ма постійного населення.

## Клімат
Середня річна температура становить 3,2°C, середня максимальна – 19,4°C, а середня мінімальна – -17,3°C. Середня річна кількість опадів – 463 мм.
| Клімат поселення                              | Клімат поселення | Клімат поселення | Клімат поселення | Клімат поселення | Клімат поселення | Клімат поселення | Клімат поселення | Клімат поселення | Клімат поселення | Клімат поселення | Клімат поселення | Клімат поселення | Клімат поселення |
| Показник                                      | Січ.             | Лют.             | Бер.             | Квіт.            | Трав.            | Черв.            | Лип.             | Серп.            | Вер.             | Жовт.            | Лист.            | Груд.            |                  |
| Середній максимум, °C                         | −3,66            | 0,25             | 5,21             | 10,89            | 15,73            | 19,37            | 18,84            | 18,61            | 14,07            | 8,51             | 1,03             | −4,92            |                  |
| Середня температура, °C                       | −10,49           | −6,56            | −1,6             | 4,09             | 8,92             | 12,56            | 14,78            | 14,52            | 10,00            | 4,43             | −3,05            | −9               |                  |
| Середній мінімум, °C                          | −17,26           | −13,36           | −8,4             | −2,72            | 2,12             | 5,76             | 10,68            | 10,45            | 5,92             | 0,35             | −7,13            | −13,08           |                  |
| Норма опадів, мм                              | 38               | 19               | 19               | 21               | 37               | 60               | 61               | 44               | 42               | 43               | 42               | 37               |                  |
| Середньомісячна швидкість вітру, м/с          | 1.70             | 1.82             | 2.10             | 2.30             | 2.20             | 2.10             | 2.00             | 1.80             | 1.80             | 2.00             | 2.00             | 1.80             |                  |
| Середньомісячна сонячна радіація, кДж/м²·день | 2682             | 5402             | 10266            | 15247            | 18673            | 20499            | 20454            | 17273            | 11690            | 6224             | 2940             | 1959             |                  |
| --------------------------------------------- | ---------------- | ---------------- | ---------------- | ---------------- | ---------------- | ---------------- | ---------------- | ---------------- | ---------------- | ---------------- | ---------------- | ---------------- | ---------------- |
| Джерело:                                      |                  |                  |                  |                  |                  |                  |                  |                  |                  |                  |                  |                  |                  |